# Max Stark
Max August Robert Stark (* 19. Juni 1871 in Nördlingen; † 29. November 1939 in Weimar) war ein deutscher Architekt.

## Leben
Er stammte aus der Familie des Seilers Karl Friedrich Hermann Stark und seiner Ehefrau Amalie Pauline geb. Stünzinger.
Bis 1903 betrieb Max Stark zusammen mit Johannes Schreiter das Architekturbüro Schreiter & Schlag in Jena und war mehrere Jahre auch dort ansässig. Ab 1907 arbeitete Stark als selbstständiger Architekt. 1906 wurde er im Weimarer Adressbuch als Baugewerksmeister bezeichnet. Stark war Mitglied im Bund Deutscher Architekten (BDA).
Seine Bauten aus der Zeit vor dem Ersten Weltkrieg lassen sich stilistisch dem Jugendstil bzw. der Reformarchitektur zuordnen.
Stark starb 1939 im Alter von 68 Jahren in seiner Weimarer Wohnung am Bismarckplatz 2 (nun: August-Bebel-Platz). 1910 hatte er in Merseburg Anna Ludomilla Christina Renhardt geheiratet.

## Bauten (Auswahl)

### In Weimar
- 1903/04: Haus Paul-Schneider-Straße 10
- 1904: Haus Graben 41
- 1906/06: Haus Paul-Schneider-Straße 11
- vor 1906: Doppelwohnhaus Johann-Sebastian-Bach-Straße 3
In dem Haus wohnten der Komponist Arthur Rösel[6] und (um 1906) auch Stark selbst.
- 1909–1910: Haus Zöllnerstraße 15
- 1910–1911: August-Bebel-Platz 2/3 (Weimar)
- 1913: Vier-Giebel-Haus Nr. 2 (ca. 1966 abgerissen)[7][8][9]
- 1903/04 Trierer Straße 75

### Außerhalb
- 1899–1900: Haus Jahnstraße 10 in Jena
- 1907: Erweiterungsbau des Sanatoriums Glück Auf in Sülzhayn[3]
- 1908–1909: Leichenhalle am Kirchturm von St. Trinitatis in Legefeld[10]